# ایندین (شرکت هواپیمایی)
ایندین (به انگلیسی: Indian) یک شرکت هواپیمایی با کد یاتا IC است که در تاریخ ۱۹۵۳ میلادی تأسیس شده است. دفتر مرکزی ایندین در دهلی نو، هند واقع شده‌است و به ۶۳ مقصد، پرواز مستقیم انجام می‌دهد.